# Eutane subnigra
Eutane subnigra là một loài bướm đêm thuộc phân họ Arctiinae, họ Erebidae.